# バグラム空軍基地
バグラム空軍基地（英語：Bagram Air Base）とは、アフガニスタンのパルヴァーン州バグラームにある軍用の飛行場である。アフガニスタンにおける最大規模のアメリカ軍基地となっていたが、2021年7月に同軍は完全撤退した。

## 歴史
1976年、最初の滑走路が建設された。ソ連のアフガニスタン侵攻の際には1979年から1989年まで同基地は部隊や補給の重要拠点となった。
ソ連のアフガニスタン撤退後は北部同盟とターリバーンが同基地を奪い合った。ターリバーンは大砲や迫撃砲の射程に同基地を収め続けた。北部同盟は同基地からソ連製のロケット弾FROG-7で首都カーブルを攻撃した。
アメリカ同時多発テロ事件に続くアメリカのアフガニスタン侵攻で同基地はイギリス海兵隊特殊舟艇部隊によって確保された。2001年12月までにフロリダ州から第10山岳師団、ノースカロライナ州から第82空挺師団が派遣された。
基地はアメリカ軍の手により大規模な改修・拡張工事が行われることとなった。2001年12月21日には、礎石としてニューヨークの消防士や警官が運んだ世界貿易センタービルのがれきが埋め込まれた。

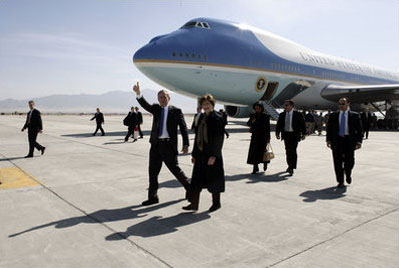
2006年3月1日、基地を訪れたジョージ・W・ブッシュアメリカ合衆国大統領とローラ・ブッシュ夫人

2006年3月1日、南アジアを歴訪中だったジョージ・W・ブッシュアメリカ合衆国大統領とローラ・ブッシュ夫人が急遽同基地を訪問した。
アメリカ合衆国副大統領ディック・チェイニーが同基地を訪れていた2007年2月27日、自爆テロが行われた。チェイニーは無傷だったが、23人が亡くなり少なくとも20人が負傷した。攻撃が行われた後、ターリバーンのスポークスマンはこの攻撃がチェイニー副大統領を狙ったものであったこと、ウサーマ・ビン・ラーディンにより計画されたものであったことを明らかにした。
2009年3月4日、基地の外側で自動車爆弾が爆発、3人の市民が負傷した。同年6月21日早朝にはロケット弾攻撃により国際治安支援部隊（ISAF）に所属する2人の兵士が死亡、6人が負傷した。
2010年3月15日午前4時には武装勢力によるロケット弾攻撃でボスニア・ヘルツェゴビナ人消防士が死亡した。
同年5月18日、自動車爆弾による自爆攻撃で18人が死亡、19日にはターリバーンの戦闘員による襲撃が行われ9人の兵士が負傷、ターリバーン側は11人が死亡した。
2013年4月29日、ナショナル・エアラインズの貨物機、ボーイング747-400BCFが離陸直後に墜落した。
2016年11月12日、食堂で働いていたアフガニスタン人労働者が自爆攻撃を行い4人が死亡、17人が負傷。
2019年11月28日、ドナルド・トランプ大統領は、感謝祭に合わせてバグラム空軍基地を予告なしに訪問。駐留兵士をねぎらうとともに、ターリバーンとの和平交渉を再開したと発表した。

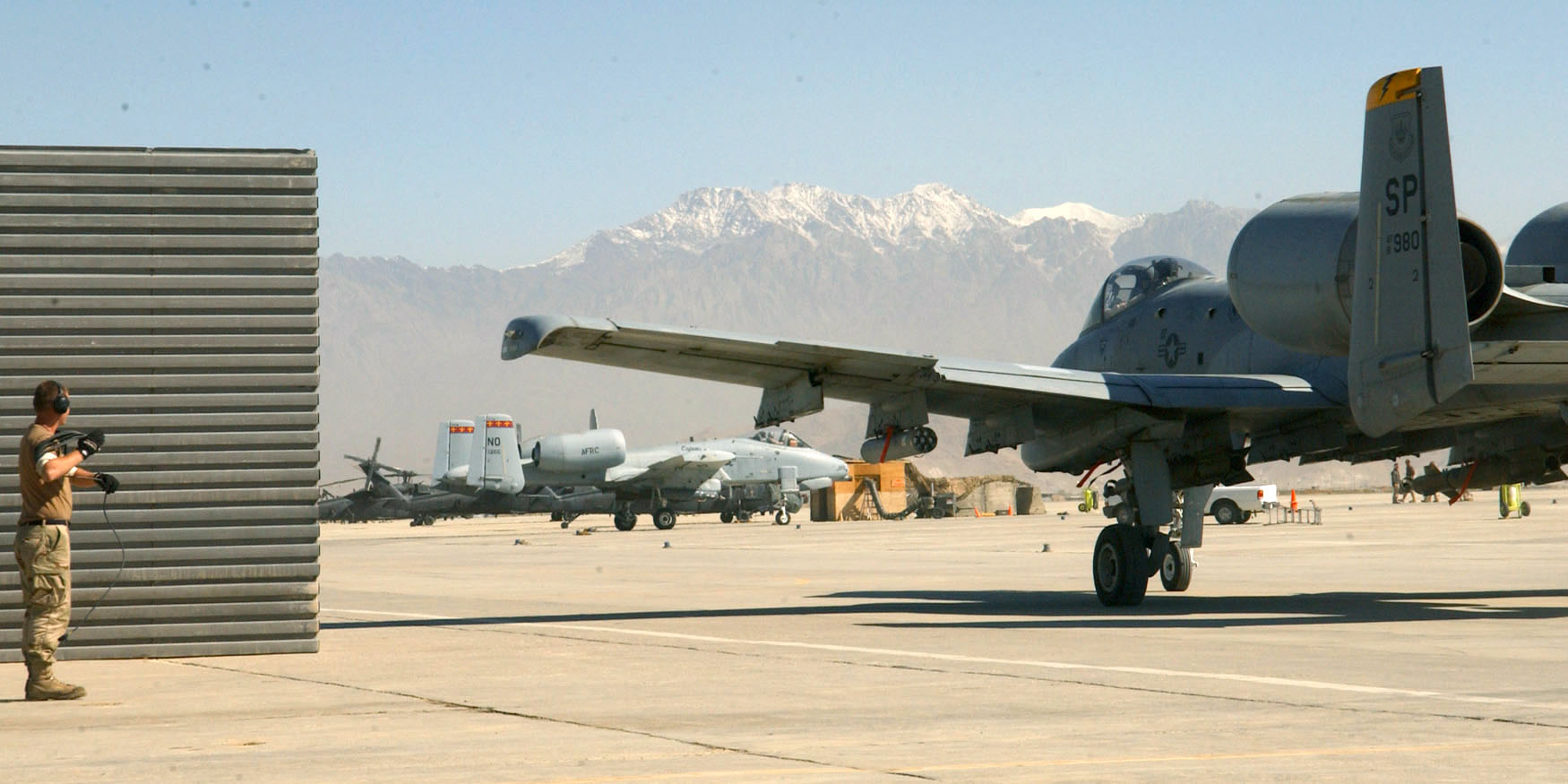
駐機するA-10

2021年7月2日、同年中にアフガニスタンからの撤退を表明していたアメリカ軍の部隊が、バグラム空軍基地から撤退した。
同年8月15日、タリバンとの戦闘が続く中で本基地がタリバンの手によって陥落した。
2025年3月、バグラム空軍基地は中国の支配下にあるとする主張をトランプ大統領が繰り返していることについて、ターリバーンは「どの国も駐留していない」と否定した。

## 付属収容所
空軍基地の付属施設として、長らくテロ容疑者の収容施設が設置されてきた。

### 虐待疑惑
2009年6月24日、BBCが同基地の元収容者に対して多数の虐待行為が行われていたと報道した。これについてアメリカ合衆国国防総省は虐待の疑惑を否定した。同年11月には10代の少年2人が暴行を受けたり、裸にされて写真を撮られるなどの虐待を受けていたとワシントン・ポストが報じている。

### アフガニスタン軍への移管
収容所の権限委譲は、主権の存在を象徴するものとしてアフガニスタン当局が強く求めてきた。2012年9月、3,000人以上の収容者に対する一部権限委譲が実現。引き続きアメリカ軍は、最小限として数百人規模（外国人容疑者を含む）の監視を続けてきたが、2013年3月25日、アフガニスタン軍への全面移管が実現した。